# Ilhas Virgens Americanas nos Jogos Pan-Americanos de 2019
As Ilhas Virgens Americanas competiram nos Jogos Pan-Americanos de 2019 em Lima de 26 de julho a 11 de agosto de 2019.
A equipe das Ilhas Virgens Americanas foi nomeada em julho de 2019, sendo composta por 29 atletas (14 homens e 15 mulheres) para competir em seis esportes. Houve um aumento de onze atletas em relação a Toronto 2015.
Durante a cerimônia de abertura dos jogos, o atleta de pista e campo Eduardo Garcia foi o porta-bandeira do país na parada das nações.

## Competidores
Abaixo está a lista de competidores (por gênero) participando dos jogos por esporte/disciplina.
| Esporte     | Homens | Mulheres | Total |
| ----------- | ------ | -------- | ----- |
| Atletismo   | 2      | 0        | 2     |
| Basquetebol | 10     | 11       | 21    |
| Natação     | 2      | 1        | 3     |
| Vela        | 0      | 1        | 1     |
| Voleibol    | 0      | 2        | 2     |
| Total       | 14     | 15       | 29    |

## Atletismo
As Ilhas Virgens qualificaram dois atletas masculinos para pista e campo.
Chave
- Nota– As posições dadas para os eventos de pista são para a fase inteira
- DNS– Não começou

Eventos de pista e estrada
Masculino
| Atleta         | Evento              | Semifinais | Semifinais | Final     | Final   |
| Atleta         | Evento              | Resultado  | Posição    | Resultado | Posição |
| -------------- | ------------------- | ---------- | ---------- | --------- | ------- |
| Eddie Lovett   | 110 m com barreiras | DNS        | DNS        | DNS       | DNS     |
| Eduardo Garcia | Maratona            | —          | —          | 2:19:12   | 12ª     |

## Basquetebol

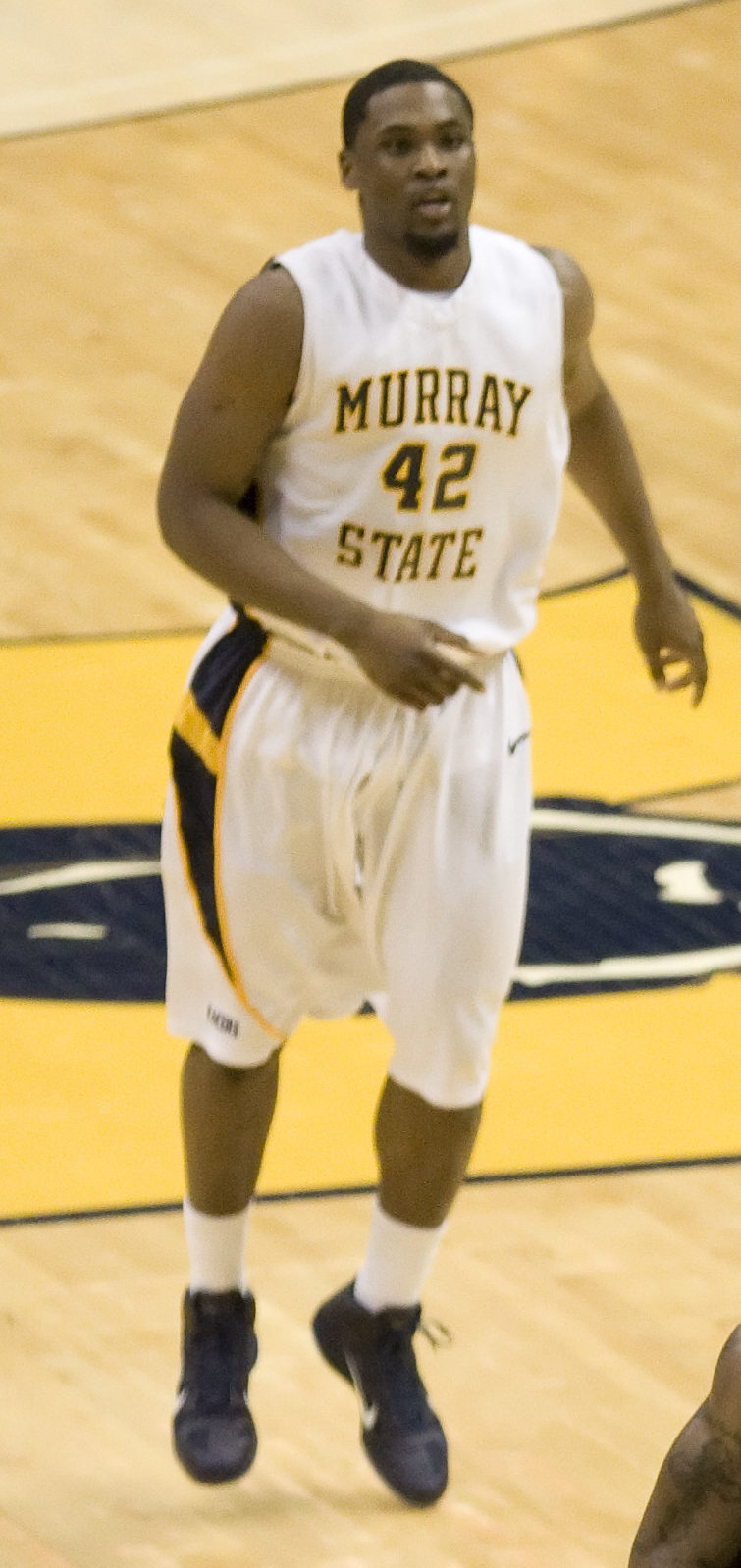
Ivan Aska representou as Ilhas Virgens na competição masculina

As Ilhas Virgens classificaram as equipes masculina e feminina, com 12 atletas cada, após ficar entre os sete primeiros países da Copa América de Basquetebol Masculino de 2017 e da Copa América de Basquetebol Feminino de 2017 respectivamente. Foi a estreia da seleção feminina de basquee em Jogos Pan-Americanos. A equipe masculina foi composta por dez atletas, enquanto a feminina teve 11, para um total de 21.
Sumário
| Equipe                             | Evento    | Fase preiminar            | Fase preiminar            | Fase preiminar           | Fase preiminar | Semifinal            | Final / MB / Po.                          | Final / MB / Po. |
| Equipe                             | Evento    | Adversário Resultado      | Adversário Resultado      | Adversário Resultado     | Posição        | Adversário Resultado | Adversário Resultado                      | Posição          |
| ---------------------------------- | --------- | ------------------------- | ------------------------- | ------------------------ | -------------- | -------------------- | ----------------------------------------- | ---------------- |
| Ilhas Virgens Americanas masculino | Masculino | Estados Unidos · D 84–119 | Porto Rico · D 89–101     | Estados Unidos · D 84–87 | 4º             | —                    | Jogo do sétimo lugar · México · D 81–92   | 8º               |
| Ilhas Virgens Americanas feminino  | Feminino  | Colômbia · D 66–69        | Estados Unidos · D 55–103 | Canadá · D 59–73         | 4º             | —                    | Jogo do sétimo lugar · Paraguai · D 61–69 | 8º               |

### Masculino
Grupo B
| Equipe                       | J | V | D | PF  | PC  | Dif | Pts |
| ---------------------------- | - | - | - | --- | --- | --- | --- |
| PUR Porto Rico               | 3 | 3 | 0 | 261 | 237 | +24 | 6   |
| USA Estados Unidos           | 3 | 2 | 1 | 273 | 224 | +49 | 5   |
| VEN Venezuela                | 3 | 1 | 2 | 204 | 227 | -23 | 4   |
| ISV Ilhas Virgens Americanas | 3 | 0 | 3 | 257 | 307 | -50 | 3   |

| 31 de julho 10:30 | Relatório | Estados Unidos                                   | 119–84 | Ilhas Virgens dos Estados Unidos            |  | Coliseo Eduardo Dibós, Lima Árbitros: Michael Weiland (CAN) |  |
| 31 de julho 10:30 | Relatório | Placar por quarto: 39–23, 17–20, 35–19, 28–22    |        |                                             |  | Coliseo Eduardo Dibós, Lima Árbitros: Michael Weiland (CAN) |  |
| 31 de julho 10:30 | Relatório | Pts: Diallo 20 Rbts: Diallo 11 Asts: Gillespie 3 |        | Pts: Hodge 18 Rbts: Aska 8 Asts: Milligan 8 |  | Coliseo Eduardo Dibós, Lima Árbitros: Michael Weiland (CAN) |  |

| 1 de agosto 10:30 | Relatório | Porto Rico                                    | 101–89 | Ilhas Virgens dos Estados Unidos         |  | Coliseo Eduardo Dibós, Lima Árbitros: Andréia Silva (BRA) |  |
| 1 de agosto 10:30 | Relatório | Placar por quarto: 33–11, 26–16, 18–27, 24–35 |        |                                          |  | Coliseo Eduardo Dibós, Lima Árbitros: Andréia Silva (BRA) |  |
| 1 de agosto 10:30 | Relatório | Pts: Sosa 25 Rbts: Andujar 8 Asts: Collier 3  |        | Pts: Hodge 27 Rbts: Aska 9 Asts: Hodge 5 |  | Coliseo Eduardo Dibós, Lima Árbitros: Andréia Silva (BRA) |  |

| 2 de agosto 18:00 | Relatório | Ilhas Virgens dos Estados Unidos                     | 84–87 | Venezuela                                      |  | Coliseo Eduardo Dibós, Lima Árbitros: Michael Weiland (CAN) |  |
| 2 de agosto 18:00 | Relatório | Placar por quarto: 19–19, 29–20, 15–24, 21–24        |       |                                                |  | Coliseo Eduardo Dibós, Lima Árbitros: Michael Weiland (CAN) |  |
| 2 de agosto 18:00 | Relatório | Pts: Milligan 22 Rbts: three players 7 Asts: Hodge 3 |       | Pts: Zamora 19 Rbts: Carrera 11 Asts: Vargas 4 |  | Coliseo Eduardo Dibós, Lima Árbitros: Michael Weiland (CAN) |  |

Disputa pelo sétimo lugar
| 3 de agosto 10:30 | Relatório | Ilhas Virgens dos Estados Unidos                | 81–92 | México                                                    |  | Coliseo Eduardo Dibós, Lima Árbitros: Luis Vazquez (PUR) |  |
| 3 de agosto 10:30 | Relatório | Placar por quarto: 13–26, 11–28, 31–12, 26–26   |       |                                                           |  | Coliseo Eduardo Dibós, Lima Árbitros: Luis Vazquez (PUR) |  |
| 3 de agosto 10:30 | Relatório | Pts: Hodge 25 Rbts: Perry-Murray 5 Asts: Aska 3 |       | Pts: Camacho 18 Rbts: Gutiérrez 9 Asts: Cinco jogadores 5 |  | Coliseo Eduardo Dibós, Lima Árbitros: Luis Vazquez (PUR) |  |

### Feminino
Grupo B
| Equipe                       | J | V | D | PF  | PC  | Dif | Pts |
| ---------------------------- | - | - | - | --- | --- | --- | --- |
| USA Estados Unidos           | 3 | 3 | 0 | 248 | 180 | +68 | 6   |
| COL Colômbia                 | 3 | 2 | 1 | 152 | 141 | +11 | 5   |
| ARG Argentina                | 3 | 1 | 2 | 135 | 149 | –14 | 3   |
| ISV Ilhas Virgens Americanas | 3 | 0 | 3 | 180 | 245 | –65 | 3   |

| 6 de agosto 18:00 | Relatório | Colômbia                                        | 69–66 | Ilhas Virgens dos Estados Unidos                       |  | Coliseo Eduardo Dibós, Lima Árbitros: PUR Jorge Vázquez CAN Nathaniel Saunders ECU Carlos Peralta |  |
| 6 de agosto 18:00 | Relatório | Placar por quarto: 17–21, 16–14, 16–16, 20–15   |       |                                                        |  | Coliseo Eduardo Dibós, Lima Árbitros: PUR Jorge Vázquez CAN Nathaniel Saunders ECU Carlos Peralta |  |
| 6 de agosto 18:00 | Relatório | Pts: Arias 21 Rbts: Mosquera 18 Asts: Palacio 5 |       | Pts: Day 23 Rbts: Day 15 Asts: Day, Bough e Hamilton 2 |  | Coliseo Eduardo Dibós, Lima Árbitros: PUR Jorge Vázquez CAN Nathaniel Saunders ECU Carlos Peralta |  |

| 7 de agosto 18:00 | Relatório | Ilhas Virgens dos Estados Unidos              | 55–103 | Estados Unidos                                                      |  | Coliseo Eduardo Dibós, Lima Árbitros: URU Andrés Bartel CAN Nathaniel Saunders DOM Natalia Cuello |  |
| 7 de agosto 18:00 | Relatório | Placar por quarto: 10–34, 11–21, 13–23, 21–25 |        |                                                                     |  | Coliseo Eduardo Dibós, Lima Árbitros: URU Andrés Bartel CAN Nathaniel Saunders DOM Natalia Cuello |  |
| 7 de agosto 18:00 | Relatório | Pts: Day 20 Rbts: George 6 Asts: Day 3        |        | Pts: Mikesell 16 Rbts: P. Williams, Onyenwere 6 Asts: K. Williams 6 |  | Coliseo Eduardo Dibós, Lima Árbitros: URU Andrés Bartel CAN Nathaniel Saunders DOM Natalia Cuello |  |

| 8 de agosto 10:30 | Relatório | Argentina                                         | 73–59 | Ilhas Virgens dos Estados Unidos            |  | Coliseo Eduardo Dibós, Lima Árbitros: PUR Jorge Vázquez PUR Luis Vázquez BRA Andréia Silva |  |
| 8 de agosto 10:30 | Relatório | Placar por quarto: 19–19, 19–11, 17–18, 18–11     |       |                                             |  | Coliseo Eduardo Dibós, Lima Árbitros: PUR Jorge Vázquez PUR Luis Vázquez BRA Andréia Silva |  |
| 8 de agosto 10:30 | Relatório | Pts: Llorente 19 Rbts: Llorente 8 Asts: Gretter 5 |       | Pts: George 32 Rbts: George 14 Asts: Tate 3 |  | Coliseo Eduardo Dibós, Lima Árbitros: PUR Jorge Vázquez PUR Luis Vázquez BRA Andréia Silva |  |

Disputa pelo sétimo lugar
| 9 de agosto 10:30 | Relatório | Paraguai                                        | 69–61 | Ilhas Virgens dos Estados Unidos            |  | Coliseo Eduardo Dibós, Lima Árbitros: BRA Andréia Silva VEM Daniel García COL Carlos Vélez |  |
| 9 de agosto 10:30 | Relatório | Placar por quarto: 23–14, 12–15, 19–22, 15–10   |       |                                             |  | Coliseo Eduardo Dibós, Lima Árbitros: BRA Andréia Silva VEM Daniel García COL Carlos Vélez |  |
| 9 de agosto 10:30 | Relatório | Pts: Ferrari 28 Rbts: Ferrari 6 Asts: Ferrari 7 |       | Pts: George 19 Rbts: George 13 Asts: Tate 5 |  | Coliseo Eduardo Dibós, Lima Árbitros: BRA Andréia Silva VEM Daniel García COL Carlos Vélez |  |

## Natação
As Ilhas Virgens qualificaram três nadadores (dois homens e uma mulher).
Chave
- Nota – Posições são dadas para a fase inteira
- QB – Qualificado à final B

| Atleta          | Evento                    | Eliminatória | Eliminatória | Final       | Final       |
| Atleta          | Evento                    | Tempo        | Pos.         | Tempo       | Pos.        |
| --------------- | ------------------------- | ------------ | ------------ | ----------- | ----------- |
| Matthew Mays    | 100 m costas masculino    | 59.04        | 19ª          | Não avançou | Não avançou |
| Matthew Mays    | 200 m costas masculino    | 2:08.00      | 18ª          | Não avançou | Não avançou |
| Matthew Mays    | 200 m borboleta masculino | 2:07.41      | 20ª          | Não avançou | Não avançou |
| Adriel Sanes    | 50 m livre masculino      | 23.54        | 20ª          | Não avançou | Não avançou |
| Adriel Sanes    | 100 m peito masculino     | 1:03.03      | 17ª          | Não avançou | Não avançou |
| Adriel Sanes    | 200 m peito masculino     | 2:17.56      | 12ª QB       | 2:16.40     | 11ª         |
| Adriel Sanes    | 100 m borboleta masculino | 56.46        | 21ª          | Não avançou | Não avançou |
| Adriel Sanes    | 200 m medley masculino    | 2:07.15      | 16ª QB       | 2:06.90     | 12ª         |
| Natalia Kuipers | 200 m livre feminino      | 2:16.80      | 22ª          | Não avançou | Não avançou |
| Natalia Kuipers | 800 m livre feminino      | —            | —            | 9:46.26     | 14ª         |
| Natalia Kuipers | 200 m borboleta feminino  | 2:32.49      | 15ª QB       | 2:32.07     | 15ª         |

## Vela
As Ilhas Virgens Americanas receberam uma vaga de universalidade na classe laser radial.
| Atleta        | Evento                | Regata | Regata | Regata | Regata | Regata | Regata | Regata | Regata | Regata | Regata | Regata      | Pontos perdidos | Posição final |
| Atleta        | Evento                | 1      | 2      | 3      | 4      | 5      | 6      | 7      | 8      | 9      | 10     | M           | Pontos perdidos | Posição final |
| ------------- | --------------------- | ------ | ------ | ------ | ------ | ------ | ------ | ------ | ------ | ------ | ------ | ----------- | --------------- | ------------- |
| Mayumi Roller | Laser radial feminino | 10     | 10     | 12     | 14     | 17     | 10     | 17     | 16     | 12     | 17     | Não avançou | 118             | 14ª           |

## Voleibol

### Praia
As Ilhas Virgens Americanas qualificaram uma dupla feminina.
| Atletas                            | Evento   | Fase preliminar                          | Fase preliminar                                | Fase preliminar                             | Fase preliminar | 13º-16º lugar                              | Disputa do 15º lugar                             | Posição |
| Atletas                            | Evento   | Adversárias Resultado                    | Adversárias Resultado                          | Adversárias Resultado                       | Posição         | Adversárias Resultado                      | Adversárias Resultado                            | Posição |
| ---------------------------------- | -------- | ---------------------------------------- | ---------------------------------------------- | ------------------------------------------- | --------------- | ------------------------------------------ | ------------------------------------------------ | ------- |
| Mannika Charles Melanie Valenciana | Feminino | Horta / Lavalle (BRA) L 0–2 (8–21, 7–21) | Orellana / Revuelta (MEX) L 0–2 (12–21, 12–21) | Mardones / Rivas (CHI) L 0–2 (15–21, 10–21) | 4ª              | Davidson / Grant (TRI) L 0–2 (8–21, 10–21) | Alvarado / Bethancourt (GUA) L 0–2 (17–21, 8–21) | 16ª     |